# 陈虹 (企业家)
陈虹（1961年—），男，浙江嘉善人，汉族，中华人民共和国政治人物。

## 生平
毕业于同济大学工业电气自动化专业，是中共党员。担任上海汽车工业（集团）总公司副董事长、党委副书记，上海汽车集团股份有限公司总裁、党委副书记。2008年起担任全国人大代表。2018年2月24日，当选为第十三届全国人大代表。2024年7月，到龄退休。